# Lynn Greer
Lynn Greer, né le 23 octobre 1979 à Philadelphie, en Pennsylvanie, est un joueur américain de basket-ball. Il évolue au poste de meneur.